# Smicridea astarte
Smicridea astarte är en nattsländeart som beskrevs av Malicky 1980. Smicridea astarte ingår i släktet Smicridea och familjen ryssjenattsländor. Inga underarter finns listade i Catalogue of Life.